# Berrenda en colorado
La berrenda en colorado est une race bovine originaire du sud-ouest de Espagne. Elle est parfois nommée capriote.

## Origine

### Historique
Elle fait partie du rameau rouge. Selon la Federacion espanola de associaciones de ganado selecto, elle proviendrait du métissage de Bos taurus ibericus, une branche espagnole de l'aurochs et de Bos taurus africanus, venu du Sahara dans l'Antiquité. 
Le registre généalogique bovin, ou herd-book, a été ouvert en 2005. Les effectifs oscillant entre 100 et 1 000 jusqu'en 2001, ont commencé à augmenter et en 2013, ils étaient de 5 700 têtes de bétail.

### Géographique
La berrenda est originaire d'Andalousie, mais elle a conquis d'autres provinces comme l'Extremadure, la Castille-et-Léon, la Castille-La Manche, l'Aragon ou encore Valence. Cette dispersion avec des effectifs faibles n'a pas aidé les instances chargées de sauver ce patrimoine génétique en péril.

## Morphologie

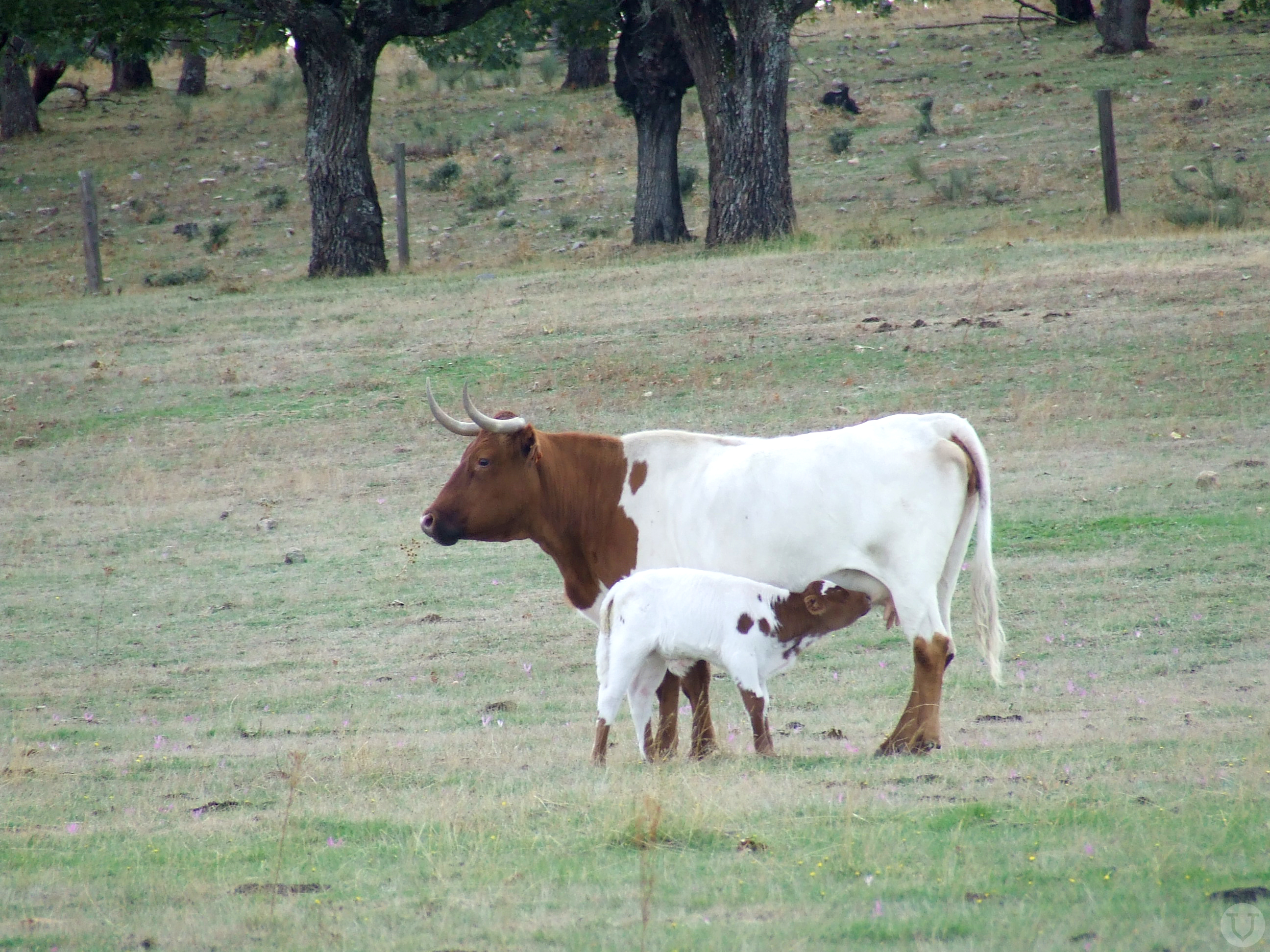
Vache et son veau en élevage extensif.

C'est une race de teille moyenne à grande. La vache mesure 138 cm pour 600 kg et le taureau 143 cm pour 1 000 kg. Elle porte une robe blanche à taches ou mouchetage rouges. La couleur est toujours présente sur la tête et les pattes, les flancs étant plus ou moins couverts selon les animaux. La ligne dorsale, le ventre et les fesses et la queue sont toujours blancs. La délimitation des teintes peut être franche ou un mélange de poils blancs et colorés.
La tête est petite, à profil rectiligne ou sub-concave, plus large et courte chez les mâles. les cornes longues poussent sur un front en arc de cercle. Elles sont en forme de crochet ouvert. Le mufle a des narines larges et dépigmentées.
Le cou des vaches est allongé avec un fanon important. Chez les taureaux, il est musclé et plus court. Le tronc est allongé avec des côtes bien arquées donnant une profonde poitrine. Le garrot est légèrement saillant et la ligne dorsale droite. L'implantation haute de la queue la rend proéminente.
Les pattes sont fines mais solides. Les sabots sont petits et durs et décolorés.

## Aptitudes

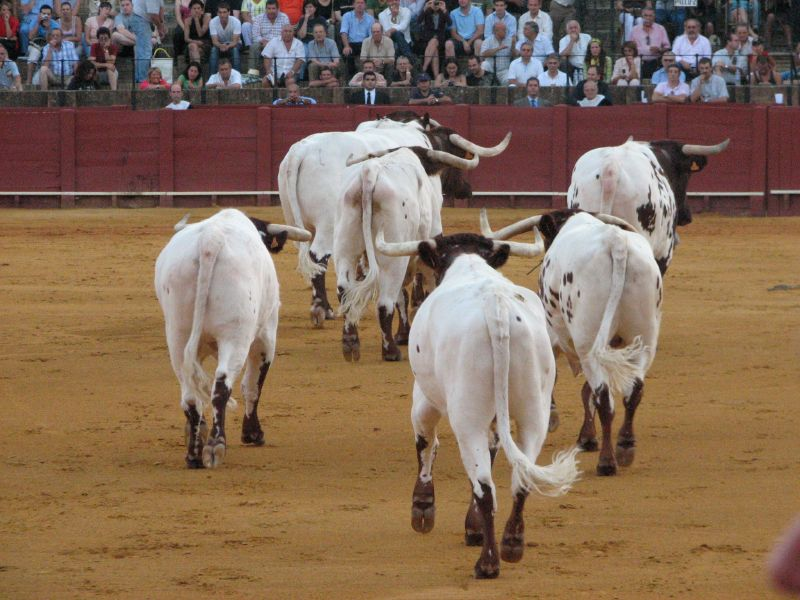
Bovins berrenda en colorado dans les arènes de Séville.

C'est une race calme mais vive et sans agressivité.
Ce sont des races traditionnellement élevées pour leur viande et leur force de travail. 
Autrefois, elles étaient élevées pour le trait: les vaches dans l'agriculture, et le bœufs castrés pour le charroi. Le charroi de minerai en employait un grand nombre. Avec l'utilisation de mules puis la mécanisation, elles sont devenues des races à viande où elles  excellent, en particulier en croisement avec des races sélectionnées. 

## Sources